# Dioszkurosz (ellenpápa)
Dioszkurosz (? – 530. október 14.) volt a pápák történetének hetedik ellenpápája. Életének legnagyobb részét papi hivatásban töltötte.
Alexandriában született, és így nem pontosan a római szertartású egyház tagja lett. Miután az alexandriai egyházban diakónusi tisztséget kapott Rómába utazott, és ott adoptáltatta magát a római egyház rangjaihoz. Kiváló irányítóképességének hála hamarosan a klérus legbefolyásosabb tagja lett. Szümmakhosz pápa pontifikátusa idején fontos küldöttséget vezetett Ravennába Theuderich udvarába. Azután Hormiszdasz pápa idején részt vett a második konstantinápolyi legátusban. Nagy tudású, bölcs és befolyásos diakónusnak ismerték kortársai. IV. Félix pápa uralkodása alatt ő lett az úgynevezett bizánci párt egyik legkiemelkedőbb vezetője. 

Amikor Félix látta, hogy a pápai trón utódlása körül hatalmas viták fognak dúlni halála után, kiadott egy palliumot, amelyben megnevezte utódját, Bonifácot bizalmas barátját és tanácsadóját. Amikor Félix meghalt a klérus nagy része (pontosan 60 a 67-ből) Dioszkurosz mögé sorakozott fel. 530. szeptember 22-én szentelték fel mindkettőjüket. Dioszkuroszt a lateráni Konstantin Bazilikában, míg Bonifácot a lateráni aulában, a Julius Bazilikában avatták be hivatalába. De a hatalmi harcok jóformán el sem kezdődhettek, mivel 22 nap múlva, 530. október 14-én Dioszkurosz váratlanul meghalt. 
A klérus azon része, akik Dioszkuroszt támogatták elismerték II. Bonifácot, aki 531-ben egy zsinaton erősítette meg hatalmát, és ugyanezen a zsinaton közösítette ki Dioszkuroszt az egyházból. Egy egészen hosszú élet munkája, hithű keresztény munkásság megcsúfolása volt ez, legalábbis kortársai így látták. Nagy támogatottságát jelezte az is, hogy öt év múltán, I. Agapét pápa semmissé nyilvánította kiközösítését, és egy zsinaton elégette az erről szóló dokumentumokat.